# 다그다 모르
다그다 모르(고대 아일랜드어: Dagdha Mór, 아일랜드어: Daghdha Mór→위대한 좋은 신)는 켈트 신화의 투어허 데 다넌의 신이다. 다그다의 자식으로는 앙구스, 보드브 데르그, 케르마트, 미디르, 브리이드, 오그마, 레르가 있다.
다그다를 일컫는 이명으로는 "모든 것의 아버지"라는 뜻의 오하드 올라하르(아일랜드어: Eochaid Ollathair), "위대한 지식의 주인"이라는 뜻의 루어드 로프헤사(아일랜드어: Ruad Rofhessa), "재주가 많은"이라는 뜻의 사밀다나크(아일랜드어: Samildanach), "창조자"라는 뜻의 케라(아일랜드어: Cera), "뿔이 난 남자"라는 뜻의 페르 벤(아일랜드어: Fer Benn), "주목나무"를 가리키는 것으로 생각되는 에살(아일랜드어: Easal, 오가발(아일랜드어: Eogabal, 크롬오하(아일랜드어: Crom-Eocha), 에브론(아일랜드어: Ebron)이 있다.